# MMM Roberto
MMM Roberto foi um dos escritórios mais importantes da Arquitetura Moderna Brasileira. Formado pelos irmãos cariocas Marcelo (1908 - 1964), Milton (1914-1953) e Maurício Roberto (1921-1996).

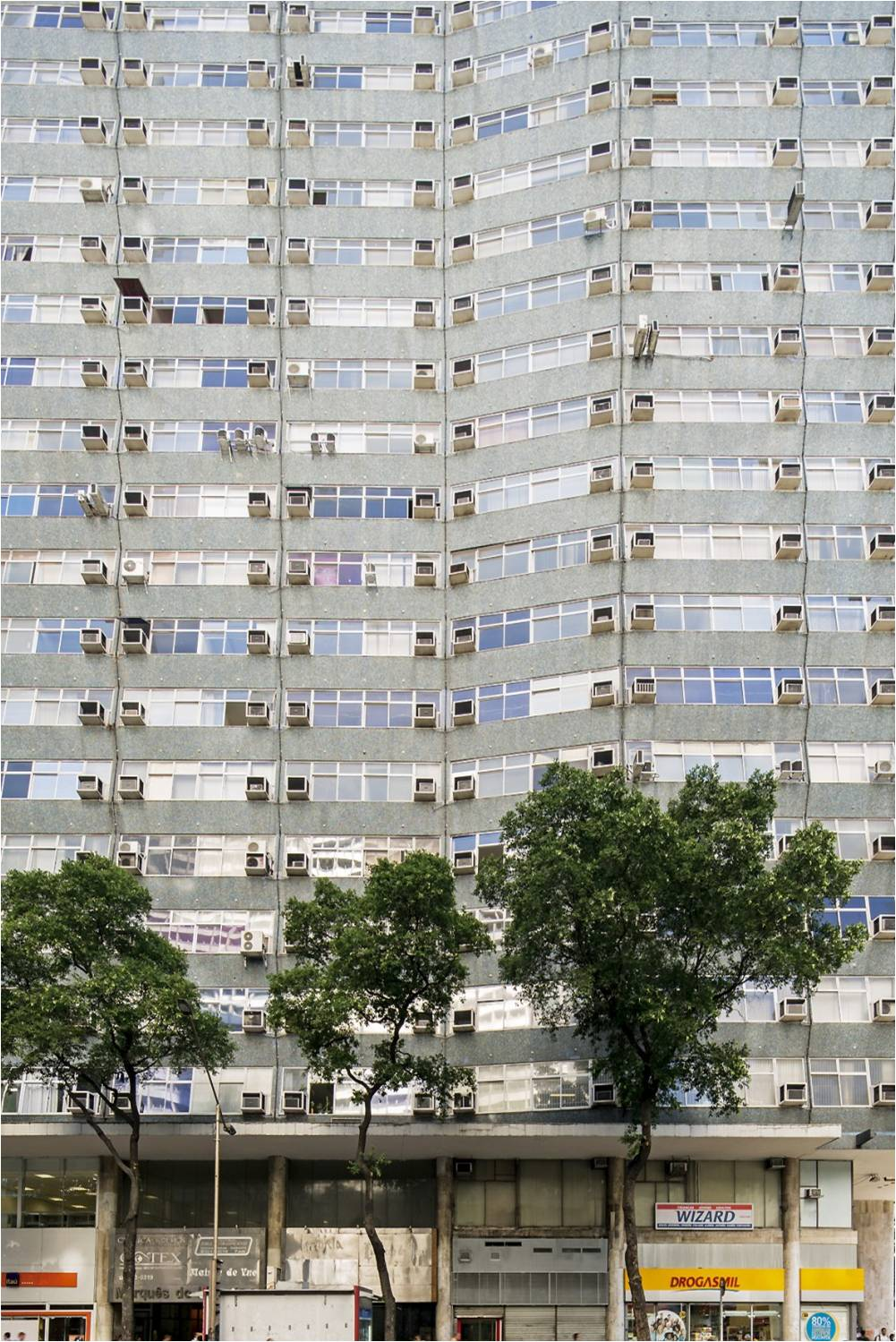
Rio de Janeiro: Edifício Marquês do Herval. Edifício de escritórios, com arquitetura modernista; sua fachada parece ser formada por "ondas". Projeto dos irmãos arquitetos M.M.M. Roberto, de 1952

## Histórico
Marcelo Roberto, o mais velho dos três, montou o escritório no Rio de Janeiro em 1930, que funcionou com o seu nome até 1934. Em 1934 Milton se junta a Marcelo e por fim, em 1941 Maurício faz parte do escritório dos irmãos mais velhos, ainda estudante. Sendo assim, o escritório que iniciou com M Roberto, passou a MM Roberto e finalmente MMM Roberto.
O sobrenome original da família era Baptista (os três irmãos eram filhos de Roberto Otto Baptista, coronel-dentista do Corpo de Bombeiros do Rio, e de Turíbia Moitinho Doria), mas Marcelo que trabalhava como chargista antes de se formar, usava o pseudônimo Marcelo Roberto em homenagem ao pai falecido. Quando resolveu montar seu escritório, por sugestão de um amigo, mudou o sobrenome da família, em cartório, de Baptista para Roberto.
Marcelo, Milton e Maurício Roberto foram os irmãos mais conhecidos da história da arquitetura brasileira (e provavelmente não há outro trio de irmãos tão importante em outros países). Eles foram precursores na arquitetura moderna no Brasil. O edifício da Associação Brasileira de Imprensa, por exemplo, é concluído antes do Ministério da Educação e da Saúde Pública, de Lucio Costa e equipe. Nos anos seguintes, projetaram obras de grande envergadura como o terminal do Aeroporto Santos Dumont, e obras que hoje passam despercebidas, como o edifício MMM Roberto (1945), onde viveram.
O arquiteto Luiz Felipe Machado Coelho de Souza, que pesquisa a obra dos irmãos, fez um levantamento e documentou 187 projetos feitos em 61 anos. Desses, 30 são edifícios residenciais, sendo 21 deles na cidade do Rio de Janeiro. Entre outros projetos, saíram da prancheta dos arquitetos os edifícios Panorama, na Rua Saddock de Sá, em Ipanema, e o Angel Ramirez, na Rua República do Peru, em Copacabana. Em Botafogo, o edifício Julio de Barros Barreto, na Rua Fernando Ferrari 61, de 1947, é um marco entre os prédios residenciais. Com unidades duplex e blocos independentes, o projeto foi tombado pelo município em 2002.
Segundo Luiz Felipe, o escritório possui quatro fases cronológicas. Na primeira, de 1935 a 1941, eles ainda são MM Roberto, pois só Marcelo e Milton trabalhavam; na segunda, Maurício já havia se juntado aos irmãos; na terceira, de 1953 até 1964, Marcelo e Maurício ficam sozinhos, após a morte precoce de Milton; e na quarta e última, até 1996, é a fase só de Maurício, depois da morte do primogênito. Eles faziam projetos para o mercado, mas também projetos institucionais.
Atualmente o escritório é conduzido por Márcio Roberto (1945), filho de Maurício, sob o nome de M Roberto.
Os MMM Roberto ganharam recentemente um filme documentário sobre sua trajetória, intitulado "Os Irmãos Roberto" (mais informações no facebook do filme).

## Principais Projetos
- 1935 - Sede da Associação Brasileira de Imprensa (ABI), no Rio de Janeiro
- 1937 - Projeto para o Aeroporto Santos Dumont, no Rio de Janeiro
- 1941 - Edifício do Instituto de Resseguros do Brasil, no Rio de Janeiro
- 1941 - Edifício Anchieta, na Av. Paulista, São Paulo
- 1945 - Edifício residencial MMM Roberto, no Rio de Janeiro
- 1949 - Edifício Seguradoras
- 1953 - Edifício Marquês de Herval
- 1962 - Sede da Souza Cruz
- 1969 - Edifício Banco do Brasil, em Porto Alegre
- 1969 - Centro Administrativo do Banco do Brasil, no Rio de Janeiro

## Premiações
- 2004 - Prêmio Roberto Cláudio dos Santos Aflalo, concedido pela Asbea (1º ano da premiação)